# Newkid
Alexander Ferrer, född 2 december 1990 i Uddevalla, mer känd under sitt artistnamn Newkid, är en svensk pop- och R&B-sångare. Newkid släppte den 15 april 2011 sitt debutalbum, Alexander JR Ferrer, en skiva med tio låtar, alla på svenska. 2017 gjorde han efter ett längre uppehåll från musiken comeback med singlarna "Kate Moss", "Drama" och "Ny lur". Året därpå följde albumet SS/AW18 som bland annat innehöll genombrottssingeln "Lakan".
Under våren 2020 släppte han sitt tredje album MOUNT JHUN, där bland annat singeln "Kanske var vi rätt bra ändå" också inkluderades. Samma år medverkade han även i Så mycket bättre. Hans versioner av "Du måste finnas" med Helen Sjöholm och "Starkare" av Ana Diaz nådde första respektive andra plats på Sverigetopplistan i slutet av året. "Kanske var vi rätt bra ändå" nominerades till "Årets låt" på 2021 års P3 Guld och på Grammisgalan blev Newkid nominerad till "Årets artist" och "Årets pop" för skivan MOUNT JHUN.
29 oktober 2021 släpptes singeln "Ingen luft mellan oss" och 21 januari 2022 släpps hans fjärde album.

## Diskografi

### Studioalbum
- 2011 – Alexander JR Ferrer
- 2018 – SS/AW18
- 2020 – Mount Jhun
- 2022 – Vi

### Singlar
- 2009 - Lever min dröm feat. Lorentz & M. Sakarias
- 2010 - Gör det för
- 2011 - Jag gråter bara i regnet
- 2017 - Kate Moss
- 2017 - Drama
- 2018 - Lakan
- 2019 - Mi Amor
- 2020 - Kanske var vi rätt bra ändå
- 2021 - Aldrig haft något annat val
- 2021 - Ingen luft mellan oss
- 2022 - Aska

### Artistsamarbeten
- 2007 - I'ma Do It (Anyway) med YAIYA (släppt i Frankrike på albumet "Générations 88.2")
- 2009 - Swischa förbi med Lorentz & Sakarias (från albumet Vi mot världen)
- 2011 - Lever Så Här med Ison & Fille (från albumet För evigt)
- 2011 - Luftens Hjältar feat. Ison Glasgow & Lorentz Alexander (från albumet Alexander JR Ferrer)
- 2013 - Jag har dig med Nimo (från albumet Till slut)
- 2013 - Barriärer med Mack Beats (från albumet Centrum)
- 2013 - Mighty med Petter (från albumet Början på allt)
- 2013 - All Good med Lorentz & Sakarias (från albumet Himlen är som mörkast när stjärnorna lyser starkast)
- 2017 - Utan Dig med Molly Sandén
- 2018 - BTW med Vinter
- 2019 - LeyLey med Dani M
- 2020 - Apelsinskal med Tjuvjakt
- 2022 - Vänner med Myra Granberg